# 356 TCN
356 TCN là một năm trong lịch Roman. 

## Sinh
- Alexandros Đại đế
- Leonnatos